# André Kertész
|  | No s'ha de confondre amb Andor Kertész. |

André Kertész   (Budapest, 2 de juliol de 1894 - Nova York, 28 de setembre de 1985) va ser un fotògraf hongarès. És conegut per les seves contribucions a la composició fotogràfica i pels seus esforços per establir i desenvolupar l'assaig fotogràfic. Durant els primers anys de la seva carrera, els seus treballs no van ser apreciats a causa dels seus angles poc ortodoxos i al seu desig de conservar un estil fotogràfic personal. Fins i tot al final de la seva vida Kertész va considerar que no havia obtingut el reconeixement que mereixia. Actualment, és considerat una de les figures més influents del periodisme fotogràfic.
A pesar que la seva família desitjava que treballés com corredor de borsa, Kertész es va convertir en un fotògraf autodidacta i els seus primers treballs van ser publicats principalment en revistes, una tendència que es va mantenir durant la majoria de la seva carrera. Kertész va servir breument en la Primera Guerra Mundial. En 1925 es va mudar a París en contra dels desitjos de la seva família, on va formar part del creixent grup d'artistes immigrants i del moviment dadaísta. A més, allí el seu treball va ser reeixit crítica i comercialment. No obstant això, l'amenaça imminent de la Segona Guerra Mundial el va obligar a emigrar als Estats Units, on va tenir una vida més difícil i va haver de reconstruir la seva reputació a través de comissions. També va tenir altercats amb diversos editors, ja que no creia que ells reconeguessin el seu treball. Durant els anys 1940 i els anys 1950, Kertész va deixar de treballar per a revistes i va guanyar èxit internacional. Malgrat els nombrosos premis que va obtenir durant els anys, Kertész considerava que el públic i la crítica no valoraven les seves obres, un sentiment que va perdurar fins a la seva mort. La seva carrera es divideix generalment en quatre períodes anomenats el període hongarès, el període francès, el període nord-americà i el període internacional.

## Primers anys
Andor Kertész va néixer el 2 de juliol de 1894 a Budapest, fill de la família jueva de Lipót Kertész, un venedor de llibres, i Ernesztin Hoffmann. Andor, a qui els seus amics cridaven "Bandi", va ser el segon de tres fills. Quan el seu pare va morir de tuberculosi en 1908, Ernesztin va quedar sense una font d'ingrés per cuidar dels seus fills Andor, Imre i Jen?. Afortunadament, el seu germà Lipót Hoffmann va ajudar a la família i va ser com un pare per als nens. Els Kertész es van mudar a la casa campestre de Lipót en Szigetbecse. Allí Kertész va tenir una vida relaxada, envoltat de paisatges pastorals que més tard influenciarien la seva carrera.
Lipót va pagar pels estudis de Kertész en l'Acadèmia de Comerç fins a la seva graduació en 1912. Posteriorment, es va assegurar que fos contractat com a corredor de borsa. A diferència del seu germà Imre, qui va treballar en la borsa de valors fins a la seva mort en 1957, Kertész no va tenir cap interès per aquesta carrera. En canvi, se sentia atret per la idea d'il·lustrar revistes i per activitats com la pesca i la natació. Les fotografies que observava en revistes ho van portar a somiar ser un fotògraf. També va ser influenciat per diverses pintures de Tihanyi Lajos i Gyula Zilzer i per la poesia.

## Període hongarès
En 1912, quan va tenir prou diners, Kertész va comprar la seva primera càmera (una càmera rectangular ICA), malgrat les protestes de la seva família perquè continués la seva carrera en els negocis. Durant el seu temps lliure, Kertész va començar a prendre fotografies als camperols locals, als gitanos i als paisatges de la Gran Plana Hongaresa. Es creu que la seva primera fotografia va ser "Nen dormint, Budapest, 1912", encara que els seus treballs no es van començar a publicar fins al cap de 1917, quan era un membre d'exèrcit austrohúngaro en la Primera Guerra Mundial. Les seves fotografies van ser publicades per primera vegada en la revista Érdekes Újság. Kertész va aprendre per si mateix com usar una càmera. Per 1914 el seu estil distintiu i madur era evident (per exemple, "Eugene, 1914").
En 1914, als 20 anys, va ser enviat al capdavant de batalla, on va prendre fotografies de la vida en les trinxeres amb una càmera lleugera (una Tenax de Goerz). Desafortunadament, la majoria d'aquestes fotografies van ser destruïdes durant la revolució hongaresa de 1919. En 1915, va ser ferit per una bala i el seu braç dret va quedar paralitzat temporalment.
Kertész va ser enviat a un hospital militar a Budapest, però més tard va ser transferit a Esztergom, on va continuar prenent fotos, incloent un autoretrat amb el qual va participar en una competència de la revista Borsszem Jankó. L'obra més coneguda d'aquest període és "Nedador sota l'aigua, Esztergom, 1917", l'única fotografia que sobreviu d'una sèrie que mostra nedadors la imatge dels quals és distorsionada per l'aigua. Està sèrie va provocar que Kertész s'interessés en distorsions, la qual cosa ho va portar a realitzar una sèrie anomenada "Distorsions" a principis dels anys 1930.
Kertész va romandre fora del camp de batalla durant la resta de la guerra. Després d'això, va tornar a treballar en la borsa de valors. Allí va conèixer a la seva futura esposa, Erzsebet Salomon (qui més tard canviaria el seu nom per Elizabeth Saly). Durant aquest període i durant la resta de la seva carrera, Elizabeth seria model per a moltes de les seves fotografies.
Kertész va continuar dedicant el seu temps lliure a la fotografia i va prendre nombroses fotografies usant al seu germà Jen? com a model. Així i tot, no estava satisfet amb el seu treball en la borsa de valors, per la qual cosa a principis dels anys 1920 va abandonar la seva carrera per dedicar-se a l'agricultura i l'apicultura. No obstant això, aquesta aventura va ser de curta durada a causa del desordre polític i al comunisme a la zona rural hongaresa.
Després de tornar al seu treball com a corredor de borsa, Kertész va decidir abandonar Hongria, principalment per escapar del seu estil de vida, però també per unir-se a una de les escoles fotogràfiques de França. No obstant això, la seva mare ho va persuadir perquè no es marxés. El seu somni de sortir d'Hongria no es realitzaria fins a diversos anys després. Mentrestant, va seguir treballant en la borsa i dedicant-se a la fotografia en el seu temps lliure.
En 1923, l'Associació de Fotògrafs Aficionats d'Hongria li va oferir una medalla de plata per una de les seves fotografies, però amb la condició que aquesta hauria de ser impresa usant el procés de bromoleotipia. Kertész es va refusar a utilitzar aquest procés i va rebutjar la medalla, acceptant només un diploma de l'associació.
No obstant això, Kertész va ser recompensat quan una de les seves fotografies va aparèixer en la portada de la revista Érdekes Újság en el nombre del 26 de juny de 1925. La revista ja havia usat una de les seves fotografies en el nombre del 25 de març de 1917, però aquesta va ser la primera vegada que una foto de Kertész va aparèixer en una portada. Per a aquest llavors, ja hi havia decideixo que es mudaria a París i així poder usar elements artístics de la ciutat.

## Període francès
Kertész va emigrar a París al setembre de 1925 en contra dels desitjos de la seva mare, deixant enrere als seus germans, a Elizabeth i al seu oncle Lipót, qui va morir poc després. El seu germà Jen? també va emigrar a l'Argentina, però Elizabeth va romandre a Hongria fins que Kertész pogués establir-se a París. Kertész va ser un dels molts artistes que van emigrar de l'Imperi Austrohúngaro, incloent a François Kollar, Robert Capa, Emeric Fehér i Brassaï. Tampoc va ser l'únic artista que va immigrar a París; Man Ray, Germaine Krull (qui va participar en algunes exhibicions amb Kertész) i Lucien Aigner també van immigrar durant aquest període. A París, Kertész va obtenir èxit comercial i de crítica realitzant publicacions en revistes i posteriorment fent comissions per a diverses revistes europees. Va ser el primer fotògraf a realitzar una exhibició individual. Això va ocórrer quan Jan Slivinsky va organitzar exhibicions individuals per a trenta fotògrafs en la Gallerie Au Sacre du Printemps en 1927.
Kertész va canviar el seu primer nom per André després de la seva arribada a París i usaria aquest nom per la resta de la seva vida. En aquest llavors, molts fotògrafs estaven interessats en el dadaísmo, el qual s'estava convertint en un moviment artístic considerable, especialment a França. Kertész aviat va conèixer a diversos membres del moviment i es va relacionar amb ells. A més, va contactar i va visitar a altres fotògrafs i artistes hongaresos mentre estava a París. Més endavant, realitzaria exposicions al costat d'alguns d'aquests artistes. Kertész gaudia particularment visitant als seus amics escultors i també li impressionava el cubisme. Durant el seu temps lliure va retratar a diversos artistes, incloent als pintors Piet Mondrian i Marc Chagall, l'escriptora Colette i el cineasta Sergéi Eisenstein. En 1928, Kertész va deixar d'usar càmeres amb plats i va adquirir una Leica; ràpidament, es va acostumar a la seva nova càmera. Aquest període, especialment a la fi dels anys 1920, va ser un dels més productius de la seva carrera, ja que prenia fotografies diàriament i publicava diverses d'aquestes en revistes. També dividia el seu temps acuradament entre encàrrecs i la seva fotografia personal. En 1930, Kertész va guanyar una medalla de plata pels seus serveis a la fotografia en la Exposition Coloniale a París.
Diverses revistes franceses com VU i Art et Médecine van publicar fotos fetes per Kertész, moltes de les quals van ser usades en portades. Kertész va treballar freqüentment al costat de l'editor de la revista Vu, Lucien Vogel, qui publicava les seves fotografies sense cap prosa i ho deixava realitzar reportatges sobre temes diversos. Kertész gaudia viatjar en Paris i els seus voltants prenent fotografies relacionades amb el tema que Volgel li assignés. En 1933, li van encarregar realitzar una de les seves més famoses sèries fotogràfiques titulada "Distorsions": una sèrie de 200 fotografies de dos models nus (un home i una dona) en diferents posis enfront de diversos miralls còncaus i convexs. En alguns casos la imatge dels models, Najinskaya Verackhatz i Nadia Kasine, apareixia tan distorsionada que només algunes extremitats o faccions eren visibles en la fotografia. Algunes de les fotos d'aquesta sèrie van aparèixer en el nombre del 2 de març de la revista Li Sourire i posteriorment en el nombre del 15 de setembre de 1933 d'Arts et métiers graphiques. Kertész va publicar el llibre Distorsionis amb totes les fotografies més tard aquest any.
Després de la publicació del seu primer llibre de fotografies, Enfants (dedicat a Elizabeth i a la seva mare, qui havia mort poc abans), en 1933, Kertész va publicar diversos llibres de fotografia. El seu proper llibre, Paris, va ser publicat en 1934 i va ser dedicat als seus germans Imre i Jen?. Ens Amies els bêtes (Els nostres amics els animals) va ser llançat en 1936 i Els Cathédrales du vin (Les catedrals de vi) en 1937.
Encara que la seva família no ho sabia, Kertész s'havia casat amb una fotògrafa francesa anomenada Rosza Klein (també coneguda com a Rogi André) a la fi dels anys 1920. El matrimoni va ser curt i Kertész mai va parlar sobre el tema fins a la seva mort per no desil·lusionar a Elizabeth. En 1930, va viatjar a Hongria per visitar a la seva família, però va tornar a París poc després. Elizabeth es va mudar amb ell en 1931, malgrat l'oposició de la seva família, i la parella no se separaria a partir de llavors. Van contreure matrimoni el 17 de juny de 1933 i Kertész va començar passar menys temps amb els seus amics artistes i fotògrafs per estar amb la seva esposa.
Quan Kertész es va casar, el Partit Nazi estava adquirint poder a Alemanya. Això va provocar que les revistes comencessin a publicar reportatges sobre política. Moltes revistes van deixar de publicar fotografies de Kertész, ja que no tenien cap relació amb temes polítics. A partir de llavors, Kertész va començar a rebre menys comissions, per la qual cosa, amb el consentiment d'Elizabeth, va planejar mudar-se a Nova York per treballar amb l'agència Keystone d'Ernie Prince. En 1936, davant l'amenaça de la Segona Guerra Mundial i la falta de treball, Kertész i Elizabeth van abordar el SS Washington amb rumb a Manhattan.

## Període nord-americà
Kertész va arribar a Nova York el 15 d'octubre de 1936 amb la intenció de reavivar la seva inspiració i tornar-se famós com a fotògraf als Estats Units. La parella es va establir en el Beaux Arts Hotel en Greenwich Village. Des de la seva arribada, Kertész va descobrir que la vida als Estats Units era més difícil del que havia imaginat. Més tard es referiria a aquest període de la seva vida com una "absoluta tragèdia." Ara no tenia als seus amics artistes de França i les persones als Estats Units no eren tan amables quan els fotografiaven com la gent a París. Poc després de la seva arribada, Kertész va contactar a Beaumont Newhall, el director del departament fotogràfic del Museu d'Art Modern de Nova York, qui estava preparant una exhibició titulada Photography 1839?1937. No obstant això, quan Kertész li va oferir algunes de les fotografies de "Distorsions", Newhall les va criticar, la qual cosa va ofendre a Kertész. Malgrat això, Newhall va exhibir les fotografies. Al desembre de 1997, Kertész va tenir una exhibició individual en la PM Gallery. La seva situació va empitjorar quan l'agència Keystone li va fer passar la major part del temps treballant en l'estudi de la companyia, malgrat haver-li ofert transport a diferents llocs perquè realitzés periodisme fotogràfic. Kertész va tractar de realitzar una visita a França, però no tenia diners. Para quan havia estalviat suficient, la Segona Guerra Mundial ja havia començat, la qual cosa va impossibilitar el viatge. Els seus problemes amb l'anglès també el van afectar. A França, hi havia sobrellevado la seva incapacitat per parlar francès, però a Nova York, on se sentia com un foraster, els seus problemes amb el llenguatge van tenir un efecte major.
Sentint-se cada vegada més frustrat amb la ciutat, Kertész va deixar Keystone després que el seu cap Ernie Prince abandonés la companyia en 1937. Posteriorment, la revista Harper's Bazaar li va encarregar fotografies per a un article sobre la tenda de departaments Saks Fifth Avenue per al seu nombre d'abril de 1937. Kertész va continuar treballant amb la revista, a més d'acceptar comissions de Town & Country para suplementar els seus ingressos. La revista Vogue ho va oferir un treball, però ell va rebutjar l'oferta, ja que temia que no pogués fotografiar en un estudi com s'acostumava al món de la moda. En canvi, va acceptar un treball en la revista Life. La seva primera obra per a ells va ser una peça anomenada The Tugboat (El Remolcador). Malgrat les seves ordres, Kertész no es va limitar a fotografiar remolcadors, sinó tot el moll i les seves activitats. A causa d'això, Life es va refusar a publicar les seves fotos. Novament, Kertész es va sentir frustrat amb la ciutat i la seva indústria fotogràfica.
En el nombre del 25 d'octubre de 1938 de Look, la revista va publicar una sèrie de fotografies de Kertész cridada A Fireman Goes to School, però els crèdits li van ser donats a Ernie Prince, el seu antic cap. Kertész, enfuriat, va considerar la possibilitat de no tornar a treballar per a cap revista. No obstant això, les seves fotografies van aparèixer en la revista Coronet en 1937, però en 1939 es va desil·lusionar quan la revista no va incloure cap de les seves fotos en un nombre amb la selecció de la "Fotografies més memorables" de Coronet. Posteriorment, Kertész acabaria la seva relació amb la revista i el seu editor Arnold Gingrich. La situació es va repetir en el nombre de juny de 1941 de Vogue, el qual estava dedicat a les fotografies en honor de Condé Montrose Nast, fundador de Condé Nast Publications. Malgrat haver realitzat més de trenta assajos fotogràfics per Vogue i House & Garden, Kertész no va aparèixer en la llista de fotògrafs. Aquest mateix any Kertész i Elizabeth van ser declarats enemics estrangers, ja que ambdós portaven passaports hongaresos, per la qual cosa no se li va permetre fotografiar exteriors ni gens relacionat amb seguretat nacional. Més tard, l'hi prendrien les empremtes digitals. Kertész va deixar de realitzar comissions i va abandonar la fotografia durant tres anys, ja que no volia ser arrestat ni tenir problemes polítics per no perjudicar a Elizabeth, qui havia iniciat un negoci de cosmètics (Cosmia Laboratories) amb un amic hongarès.
Elizabeth va obtenir la ciutadania nord-americana el 20 de gener de 1944 i el seu espòs el 3 de febrer. Malgrat la forta competència amb altres fotògrafs com Irving Penn, Kertész va continuar realitzant comissions. Encara que no va ser inclòs entre els seixanta-tres fotògrafs del "arbre genealògic fotogràfic" de Vogue (el qual incloïa els fotògrafs més importants de l'era), va ser contractat per House & Garden per realitzar una comissió de Nadal. Al juny de 1944, László Moholy-Nagy li va oferir un lloc com a professor en la New Bauhaus - American School of Design, però Kertész va rebutjar l'oferta. En 1945, va llançar un nou llibre de fotografies anomenat Day of Paris, el qual incloïa fotografies que havia pres just abans d'abandonar Europa. El llibre va ser un èxit de crítica. Kertész va acceptar un contracte de llarga durada amb House & Garden en 1946. Encara que el contracte restringia el seu treball editorial i ho obligava a passar la major part del temps en l'estudi, se li pagava US$10.000 i li retornaven tots els negatius després de sis mesos.
Encara que els temes que podia fotografiar eren limitats, Kertész va ser enviat a diversos llocs i cases famosos. Fins i tot va viatjar internacionalment, visitant Anglaterra, París i Budapest. Entre 1945 i 1962, més de 3.000 de les seves fotografies van ser publicades en House & Garden i es va tornar conegut en la indústria fotogràfica. No obstant això, va realitzar pocs treballs personals durant aquest període.

## Últims anys i mort

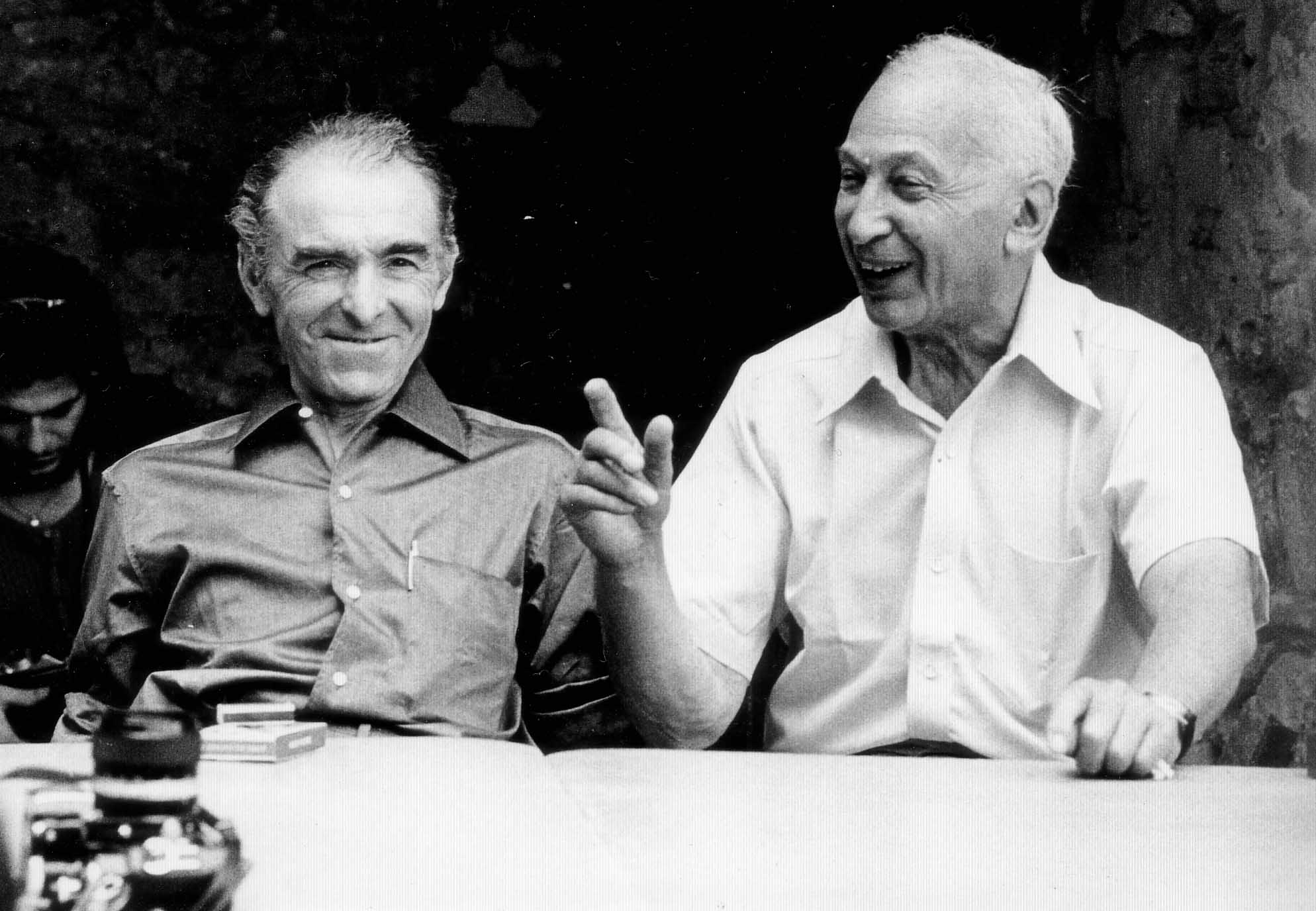
Robert Doisneau (esquerra) i André Kertész (dreta), als Rencontres d'Arles (Arle, 1975).

En 1946, Kertész va tenir una exhibició individual en l'Art Institute of Chicago, composta principalment per fotos de la sèrie Day of Paris. Freqüentment es referia a aquest com un dels seus millors moments als Estats Units. Aquesta va ser la seva última exhibició fins a 1962, quan algunes de les seves fotografies van ser exposades en la Long Island University. Durant el període que va passar treballant per House & Garden, Kertész es va sentir insultat novament quan el seu treball no va aparèixer en la famosa exposició de Edward Steichen The Family of Man en el Museu d'Art Modern de Nova York en 1955. A la fi de 1961, va acabar el seu contracte amb Condé Nast Publishing a causa d'un altercat menor. Kertész, sentint-se lliure dels confinis de la revista, va tractar de tornar a l'escena fotogràfica internacional. Aquesta part de la seva vida és coneguda com el període internacional, ja que va guanyar fama internacional i va tenir exhibicions a diversos països. En 1963 va participar en la IV Mostra Biennale Internazionale della Fotografia en Venècia i més tard en aquest any va tenir una exposició en la Biblioteca Nacional de França a París. A Venècia va rebre una medalla d'or per la seva dedicació a la indústria fotogràfica. Posteriorment visitaria al seu germà Jen? a l'Argentina.
Durant aquest període, Kertész va experimentar amb fotografies en color, però només va realitzar unes quantes d'aquestes. En 1964 Kertész va tenir una exposició individual en el Museu d'Art Modern, poc després que John Szarkowski es convertís en el director de fotografia del museu. L'exhibició va ser aclamada críticament i poc després Kertész es va tornar conegut en els cercles fotogràfics com una figura important. En 1952, es va mudar amb la seva esposa a un apartament prop del Washington Square Park. Allí Kertész va prendre algunes de les seves millors fotografies des que havia arribat als Estats Units. Les fotos, preses usant un teleobjetivo, mostraven el parc cobert de neu amb nombroses siluetes i petjades.
Durant els anys esdevenidors, a més de participar en nombroses exhibicions al voltant del món, Kertész també va rebre diversos premis: en 1965, va ser nomenat membre de la American Society of Intervé Photographers; en 1974 se li va atorgar la Beca Guggenheim i va ser nomenat Comandant de l'Orde de les Arts i les Lletres; en 1977, va rebre el Major's Award of Honor for Arts and Culture a Nova York; en 1980, se li va atorgar la Médaille de la Ville de Paris (Medalla de la Ciutat de París); i en aquest mateix any va guanyar el primer Premi Anual de la Association of International Photography Art Dealers. En 1981, va rebre un doctorat honorari del Bard College i va rebre per segona ocasió el Major's Award of Honor for Arts and Culture. Kertész va produir diversos llibres durant aquest període i va recuperar varis dels negatius que havia deixat a França anys enrere.
Durant els seus últims anys, Kertész va viatjar a diversos països per a les seves exhibicions, especialment al Japó, i va aconseguir restablir les seves relacions amb altres artistes. Elizabeth va morir de càncer en 1977. Per sobrellevar la pèrdua, Kertész va començar a passar més temps amb els seus amics, visitant-los algunes nits per conversar. Per llavors, ja havia après anglès bàsic i parlava amb els seus amics una estranya barreja d'anglès, hongarès i francès. En 1979, Polaroid li va regalar una de les seves noves SX-70, amb la qual va experimentar durant els anys 1980. En 1982, l'hi va atorgar el Gran Premi Nacional de Fotografia a París i va guanyar el 21° Premi Anual George Washington de l'American Hungarian Foundation. El seu agent, Susan Harder, va tractar activament que uns altres reconeguessin les contribucions de Kertész a la història de la fotografia. En 1983, Kertész va rebre un doctorat honorari del Royal College of Art. En aquest mateix any, va ser nomenat Caballero de la Legió d'Honor i l'hi va atorgar un apartament per a les seves futures visites a París. Uns altres dels reconeixements que va rebre són: el Annual Lifetime Achievement Award del Maine Photographic Workshop (1984), el Californian Distinguished Career in Photography Award (1985), el primer Annual Master of Photography Award del International Center of Photography (1985) i un doctorat honorari de la Parsons The New School for Design. A més d'aquests reconeixements, el Museu Metropolità d'Art va comprar 100 de les seves fotografies en 1984, la major adquisició de fotografies d'un artista viu per un museu.
Kertész va morir quan dormia en la seva llar el 28 de setembre de 1985. Les seves restes van ser cremados i enterrats al costat dels de les seves esposa.

## Llegat
Kertész considerava que el seu treball no havia estat reconegut degudament, malgrat haver passat la major part de la seva vida buscant acceptació i fama. Encara que va rebre nombrosos premis per les seves fotografies, mai va sentir que el seu estil fos acceptat de la mateixa manera pels crítics i l'audiència. En 1927, va ser el primer fotògraf a tenir una exposició individual. Durant el període nord-americà, va ser considerat un artista íntim, portant a l'espectador dins de la seva obra, fins i tot si la foto era sobre la ciutat de Nova York. Després de la seva mort, el seu treball va seguir rebent crítiques positives, sent considerat un fotògraf consistentment fi. La seva obra és coneguda per l'ús predominant de la llum; el mateix Kertész va dir "Jo escric amb llum." Kertész no era seguidor de cap moviment polític i les seves fotografies es limitaven a representar la simplicitat de la vida. Amb el seu estil íntim i el seu to nostàlgic, les seves fotografies tenen una sensació d'eternitat que no va ser reconeguda fins al cap de la seva mort. A diferència d'altres fotògrafs, les seves obres donaven una idea del seu estil vida, mostrant en ordre cronològic on havia estat; per exemple, moltes de les fotografies del període francès van ser preses en cafès on passa la major part del temps buscant inspiració. Encara que gairebé mai rebia crítiques negatives, va ser la falta de crítiques el que ho va portar a sentir que no era reconegut. Actualment, Kertész és considerat el pare del periodisme fotogràfic. Diversos fotògrafs han estat influenciats pels treballs de Kertész, incloent a Henri Cartier-Bresson.

## Treballs selectes

### Exhibicions
Aquesta llista va ser compilada de Capa et al., Corkin i Lifson, Könemann et al. i Naef et al.
- 1927 – Exhibició individual en la Galerie Au Sacre du Printemps (París).
- 1927 – "III Salon International de Fotografie" en Saragossa.
- 1927 – "XXIIIe Salon International de Fotografie" en Paris.
- 1928 – "1er Salon Indépendant de la Photographie" en el Teatre dels Champs-Élysées (París).
- 1928 – "Exposition de Photographie" en la Galerie L'Epoque (Brussel·les).
- 1928 – "Internationale Foto-Salon" en Rotterdam.
- 1929 – "Svaz cs. Klubu Fotografu Amateru" en Praga.
- 1929 – "Fotografie der Gegenwart" en Essen.
- 1929 – "Der Internationl Ausstellung von Film and Foto" en Stuttgart.
- 1930 – "Das Lichtbild", en Essen i Múnic.
- 1930 – "Primer Saló Anual de Fotografia" en Buenos Aires.
- 1930 – "11i Salon de l'Araignée" en la Galeria G.L. Manuel Freres (París).
- 1930 – "Photographies d'aujourd'hui" en la Galerie d'Art Contemporain (París).
- 1931 – "Deuxieme Groupe de Photographes" en la Galerie d'Art Contemporain (París).
- 1931 – "Association Belge de Photographie" a Brussel·les.
- 1931 – "Photographies d'aujourd'hui" en la Galerie d'Art Contemporain (París).
- 1931 – "Neue Sportbauten" en la Graphische Lehr-und Versuchsanstalt (Viena).
- 1931 – "An Exhibition of Foreign Photography" a Nova York.
- 1932 – "Palais des Beaux-Arts" en Internationale de la Photographie (Brussel·les).
- 1932 – "Modern European Photography" en la Julien Levy Gallery (Nova York).
- 1932 – "International Photographers" en el Brooklyn Museum (Nova York).
- 1932 – "Modern Photography" en la Albright-Knox Art Gallery (Buffalo).
- 1932 – Exhibició sense títol en el Museu Fokwang (Essen).
- 1933 – "Deuxieme Exposition Internationale de la Photographie et Cinema" a Brussel·les.
- 1933 – "Groupe Annuel des Photographes" en la Galerie de la Pléiade (París).
- 1933 – "The Modern Spirit in Photography" en la Royal Photographic Society (Londres).
- 1934 – Exhibició sense títol en el Leleu's Studio (París).
- 1934 – "Groupe Annuel des Photographes" en la Galerie de la Pléiade (París).
- 1934 – "Exposition de la société des artistes photographes" en el Studio Saint-Jacques (París)
- 1934 – "The Modern Spirit in Photography and Advertising" en la Royal Photographic Society (Londres).
- 1935 – Exhibició sense títol en la Galerie de la Pléiade (París).
- 1936 – "Exposition Internationale de la Photographie Contemporaine" en el Musée des Arts Décoratifs (Paris).
- 1937 – "Photography 1839–1937" en el Museu d'Art Modern (Nova York).
- 1937 – Exhibició sense títol en la PM Gallery (Nova York).
- 1937 – "Pioneers of Modern French Photography" en la Julien Levy Gallery (Nova York).
- 1942 – "Image of Freedom" en el Museu d'Art Modern (Nova York).
- 1946 – Exhibició sense títol en Art Institute of Chicago.
- 1963 – Exhibició sense títol en el Modernage Photo Lab (Nova York).
- 1963 – "André Kertész" en la Biblioteca Nacional de França (París).
- 1964 – "André Kertész, Photographer" en el Museu d'Art Modern (Nova York).
- 1967 – "The Concerned Photographer" en el Riverside Museum (Nova York). Aquesta exposició va realitzar una gira internacional.
- 1970 – "Expo '70" en el pavelló dels Estats Units (Osaka).
- 1971 – Exhibició sense títol en la Galeria Nacional d'Hongria (Budapest).
- 1971 – Exhibició sense títol en el Moderna Museet (Estocolm).
- 1972 – Exhibició sense títol en el Valokuvamuseon (Hèlsinki).
- 1977 – "André Kertész" en el Centre Pompidou (París).
- 1978 – "André Kertész" en la Silver Image Gallery (Seattle).
- 1979 – "André Kertész" en la Serpentine Gallery (Londres).
- 1982 – "André Kertész, Master of Photography" en el Chrysler Museum of Art (Norfolk).
- 1985 – "André Kertész: Of Paris and New York" en l'Art Institute of Chicago.
- 1985 – Exhibició sense títol en Tòquio.
- 2003 – "André Kertész: The New York Period 1936 - 1985" en la Bruce Silverstein Gallery (Nova York).
- 2005 – "The Early Years" en la Bruce Silverstein Gallery (Nova York).
- 2005 - "André Kertész" en la Galeria Nacional d'Art (Washington D. C.).
- 2007 – "The Polaroids" en la Bruce Silverstein Gallery (Nova York).